# Lottenbach (Asbach)
Der Lottenbach, oft auch nur Lotte genannt, ist heute ein 5,3 Kilometer langer rechter Nebenfluss des Asbachs in Weimar. Er entspringt westlich der Stadt und floss früher in mehreren Lottenkanälen durch einige Straßen der Altstadt und dann von links in die Ilm. In den späten 1920er Jahren wurde der Lottenbach verlegt, um das damals neu errichtete Schwanseebad zu versorgen, seitdem ist er ein Nebenfluss des Asbaches.

## Etymologie

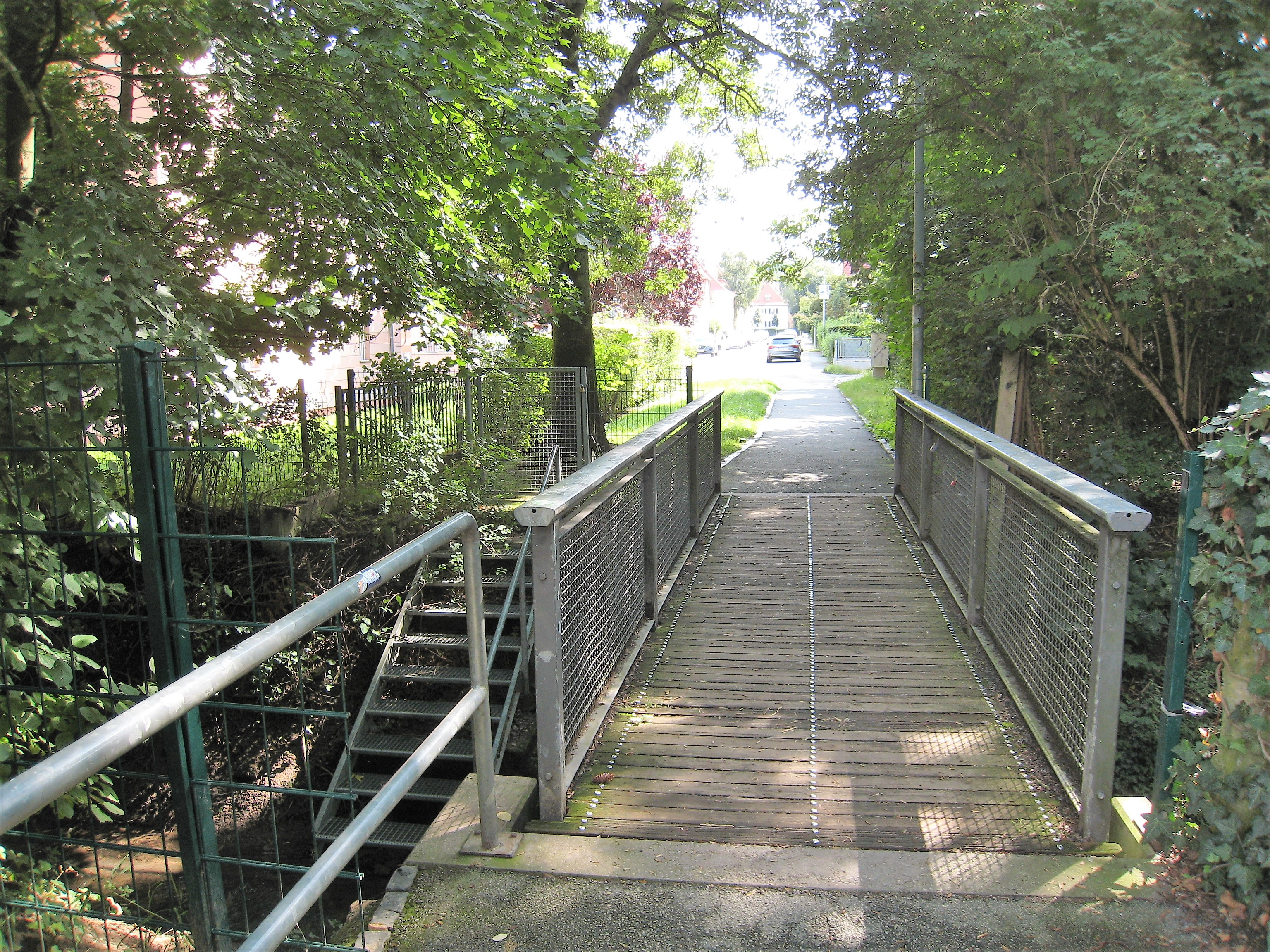
Steg über den Lottenbach in der Martersteigstraße

Seinen Namen bekam der Lottenbach, weil er in der Stadt, bevor er unterirdisch verlegt wurde, durch offene kleine Gräben mit viereckigem Querschnitt geleitet wurde, welche Lotten oder Lutten genannt wurden. Für dieses Kanalsystem waren die Lutten- oder Lottenmeister verantwortlich, welche es zu pflegen und zu warten hatten. Möglicherweise stammt diese Bezeichnung aus dem Bergbau, wo sie für viereckige, aus Brettern zurechtgeschlagene Kanäle stand.
Der Sprachwissenschaftler Albrecht Greule hingegen leitet den Namen vom mittelhochdeutschen Wort *Lūte mit der Bedeutung „die Laute“ ab.

## Verlauf
Der Lottenbach entspringt an zwei Quellen, eine obere Quelle befindet sich beim Gewerbegebiet „UNO“. Von dort fließt das Wasser nach Osten an der Wüstung Wallendorf vorbei, wo er ehemals die Wallendorfer Mühle antrieb. Kurz vor dieser befindet sich eine zweite kräftigere Quelle ⊙, etwa bei der Forellenanlage „An der Lotte“. Diese ist der Metzenborn. Anschließend läuft der Lottenbach in nordöstlicher bis östlicher Richtung auf die Siedlungsgrenze von Weimar zu und nimmt dort von rechts den aus Niedergrunstedt kommenden Kirschbach auf. An der Kreuzung Jahnstraße und Paul-Schneider-Straße ⊙ in Weimar-West geht er in eine Verdolung. In dieser knickt der Lauf am Sophienstiftsplatz gegenüber der früheren natürlichen Laufrichtung zur Ilm nach links ab und wird unter der Coudraystraße nach Norden geleitet. Er mündet unweit des Schwanseebades von rechts in den dort ebenfalls verdolten Asbach, einen direkten Zufluss der Ilm.

## Geschichte und Nutzung

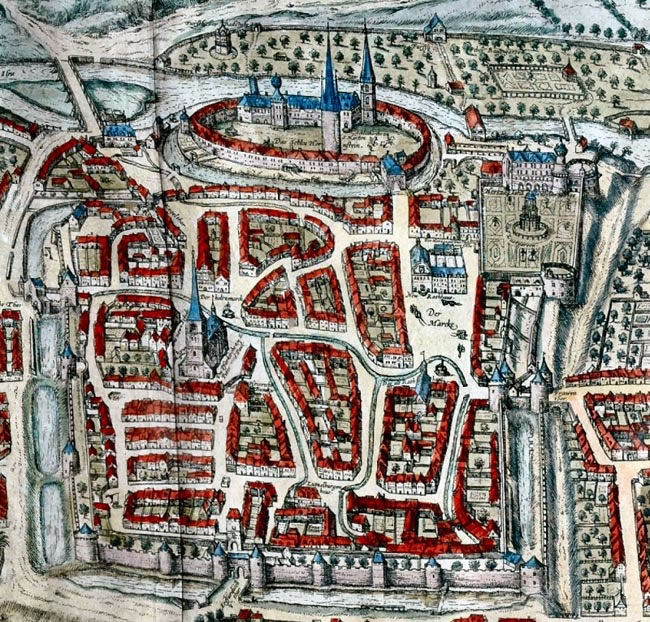
Das Lottenkanalsystem
Frans Hogenberg, „Wolfscher Plan“, Köln 1581 (Ausschnitt).

Ursprünglich nahm der Lottenbach an der Stelle des heutigen Sophienstiftsplatz den Wilden Graben von rechts auf. Dieser wurde aber schon im Mittelalter durch den als Hochwasserschutzgraben errichteten Schützengraben abgeleitet, um Überschwemmungen im Stadtgebiet durch den Wilden Graben zu vermeiden. Der Lottenbach wurde hingegen durch das Stadtgebiet geleitet, wobei ein Abfluss, Überlauf oder steuerbarer Abfluss in den Schützengraben bestand. Er lief damals von Südwesten durch die Stadtmauer und teilte sich südwestlich vom Franziskanerkloster. Der nördliche Teil floss entlang der Straße Am Zeughof, Rittergasse über den Herderplatz und von dort nach Norden durch die Jakobstraße, den Untergraben und die Gerberstraße entlang und mündete dort in die Ilm. Der südliche Teil, der wohl das historische Flussbett des Lottenbach darstellt, floss durch die Marktstraße, Kaufstraße, Schlossgasse und dann nördlich vom heutigen Weimarer Stadtschloss in die Ilm. Ein weiterer Kanal zweigte Wasser von der Kaufstraße Richtung Markt und dann durch die heute überbaute Straße westlich der Neugasse und von dort durch die Stadtmauer in den Schützengraben. In den späten 1920er Jahren wurde der Lottenbach am Sophienstiftsplatz umgeleitet und führt seit dem von dort unter der Coudraystraße zum Schwanseebad und von dort in den Asbach.
Der Lottenbach trieb einst mehrere Mühlen an, außer der schon genannten Wallendorfer Mühle (1375 ersterwähnt, 1960 stillgelegt) waren es die Lottenmühle (1375 ersterwähnt, 1887 stillgelegt), die Federwischmühle (1410 ersterwähnt, 1875 stillgelegt) und die Bornmühle (1375 ersterwähnt, 1829 stillgelegt), die sich bereits im Stadtgebiet befand. Daneben speiste er die Röhrenfahrten, die Brunnen in der Stadt versorgten und lieferte im Brandfall auch Löschwasser. Die verzweigten Lottenkanälen konnte entsprechend reguliert werden, dass der Kanal, der am Brandherd lag, mit mehr Wasser versorgt wurde. Es ist wohl diesem System zu verdanken, dass es nach dem Stadtbrand 1424 keinen weiteren großen Stadtbrand mehr in Weimar gab.
Deinhardt Bräu hatte unweit des Lottenbach am Kirschbach einen Brauereiteich (Deinhardtsteich). Der Teich existiert noch immer, ohne jedoch in diesem Sinne noch genutzt zu werden. Am Lottenbach/Kirschbach gibt es zudem eine Forellenanlage An der Lottenquelle. In ihrer Art ist sie die einzige in und um Weimar.

## Varia

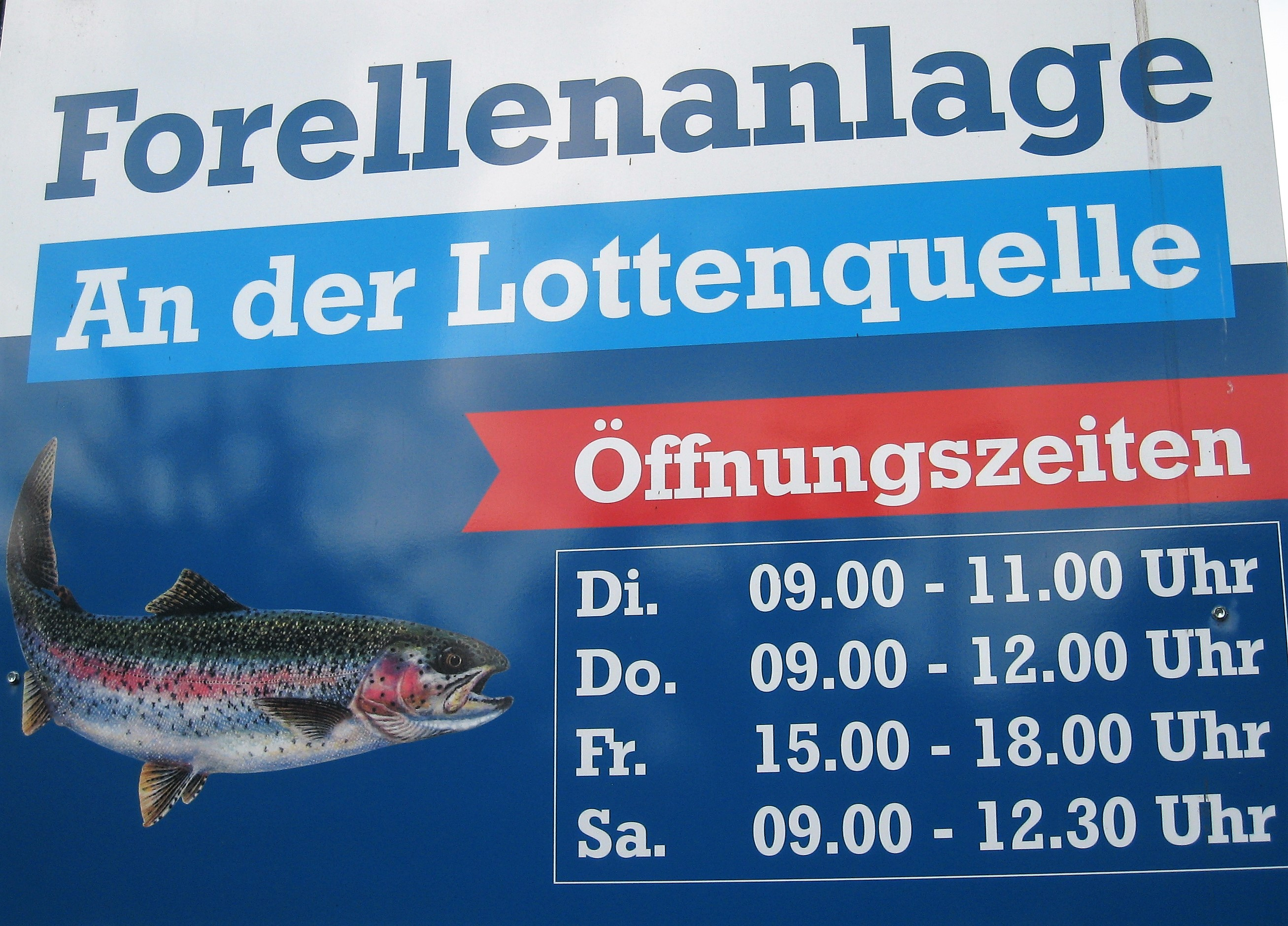
Forellenanlage an der Lottenquelle

- Der Name des Bürgerradios Radio Lotte Weimar geht nach eigenen Angaben auf das oben beschriebene Flüsschen zurück.[7]